# Ходжагельдыев, Язгулы Бердымухаммедович
Язгулы́ Бердымухамме́дович Ходжагельды́ев (туркм. Ýazguly Berdimuhammedowiç Hojageldyýew; род. 27 февраля 1976, Абаданский этрап) — туркменский футболист и тренер, действующий наставник ашхабадского клуба «Алтын Асыр». Заслуженный тренер Туркменистана.

## Биография
Родился в Бюзмейине. В качестве игрока выступал на позиции полузащитника за клубы «Бюзмейин» (Бюзмейин), «Дагдан» (Ашхабад), «Копетдаг» (Ашхабад) и «МТТУ» (Ашхабад).

## Тренерская карьера

### Клубная
Известен по работе главным тренером в МТТУ. Под его руководством клуб трижды был чемпионом Туркменистана, трижды завоевывал Кубок Президента Туркменистана и дважды Суперкубок Туркменистана.
С 2014 года является главным тренером ашхабадского «Алтын Асыра», в первый же сезон привёл клуб к победе в чемпионате.

### Сборная Туркменистана
В феврале 2010 года Язгулы Ходжагельдыев возглавил сборную Туркменистана по футболу. Под его руководством сборная отправилась в Шри-Ланку, для участия в финальном турнире Кубка вызова АФК 2010. На турнире сборная Туркменистана впервые пробилась в финал Кубка вызова АФК, проиграв в итоговом матче команде КНДР в серии послематчевых пенальти.
В марте 2011 года национальная команда Туркменистана успешно вышла в финальный раунд Кубка вызова АФК 2012, обыграв Пакистан, Тайвань и сыграв в ничью с Индией на отборочных соревнованиях в Куала-Лумпуре.
Летом 2011 года первом отборочном матче против Индонезии, в гонке за попадание в финал ЧМ-2014 сборная начала ничьей в Ашхабаде (1:1) и обидное поражение в гостях со счётом 4:3 выбило сборную из борьбы за право поехать на ЧМ-2014.
Зимой 2012 года сборная собралась на сборы в Турции. В качестве подготовки к Кубку вызова АФК 2012 сборной Язгулы Ходжагельдыев провёл товарищеский матч с Румынией, в результате сборная Туркменистана разгромно уступила 4:0.
В марте 2012 года сборная отправилась в Катманду, для участия в финальном турнире Кубка вызова АФК 2012. Сборная Туркменистана обыграла хозяев турнира Непал (0-3) и сборную Мальдив (3-1), матч с Палестиной закончился нулевой ничьей. В полуфинале туркменистанцы обыграли Филиппины (2-1). Сборная Туркменистана во второй раз упустила Кубок вызова АФК, проиграв КНДР в конце матча (1-2).

## Достижения
- Туркменистан
  - Финалист Кубка вызова АФК: 2010, 2012
- МТТУ
  - Чемпион Туркменистана: 2006, 2009, 2013
  - Серебряный призёр чемпионата Туркменистана: 2007, 2008, 2011
  - Обладатель Суперкубка Туркменистана: 2005, 2009
  - Обладатель Кубка Туркменистана: 2006; 2011
  - Финалист Кубка Туркменистана: 2008
  - Полуфиналист Кубка Содружества: Кубка Содружества 2010
- Алтын Асыр
  - Чемпион Туркменистана: 2014
  - Суперкубок Туркменистана: 2015